# 厚中獸
厚中獸（Pachyaena），又名高鬣獸，是一類粗壯及相對短腳的中爪獸科動物，源於亞洲。厚中獸的體型介乎於郊狼及熊之間。在牠們全盛的時期，會像雙尖中獸般分佈在歐洲至北美洲。